# Zepto
Zepto (z) – przedrostek jednostki miary oznaczający mnożnik 0,000 000 000 000 000 000 001 = 10−21 (jedna tryliardowa).